# Jean-Baptiste Daude
Jean-Baptiste Daude est un homme politique français né le 29 avril 1809 à Saint-Flour (Cantal) et mort le 7 février 1875 à Saint-Flour.

## Biographie
Petit-fils de Jean Daude, avocat à Saint-Flour, il est député du Cantal de 1848 à 1849, siégeant avec les républicains modérés. Il est conseiller général du canton de Saint-Flour-Sud de 1869 à son décès et président du Conseil général de 1870 à 1874.

## Sources
- « Jean-Baptiste Daude », dans Adolphe Robert et Gaston Cougny, Dictionnaire des parlementaires français, Edgar Bourloton, 1889-1891 [détail de l’édition]